# Humayun
Humayun (có tên khai sinh là Nasiruddin Humayun) (17 tháng 3 năm 1508 - 4 tháng 3 năm 1556) là vị hoàng đế thứ hai của đế quốc Mogul, đã trị vì trên các vùng đất hiện nay là Afghanistan, Pakistan và các phần của Bắc Ấn Độ từ năm 1530 đến 1540 rồi trở lại từ năm 1555 đến năm 1556.

## Ông vua mất ngôi

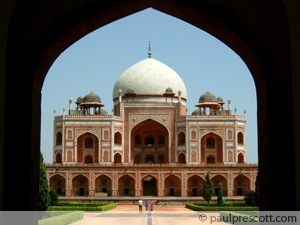
Lăng mộ của Hoàng đế Humayun

Giống như vua cha Babur, Humayun cũng là ông vua tài ba, nhưng đáng tiếc là do quá đắm mình vào những trò vui thanh sắc nên đã mất vương quốc về tay một nhà quý tộc Afghanistan là Sher Shah Sur. Sher Shah đã thiết lập nhà Sur trên lãnh thổ cũ của Humayun, còn ông lại lặp lại số phận của cha, trở thành một kẻ lang thang không nhà cửa trên miền Tây Nam Á.
Nhưng rồi, được Ba Tư giúp đỡ, nhân lúc Sher Shah Sur mất, nhà Sur có nội loạn, Humayun đã cử binh tiến công Delhi, giành lại được đất nước và đuổi thế lực của nhà Sur trở về Afghanistan. Nhưng có lẽ Humayun cảm thấy mình không thể sống được lâu nữa, ông đã quyết định chọn người con trai Akbar làm Hoàng thái tử và cử quan tể tướng Bairam Khan làm quan nhiếp chính. Không lâu sau đó, cũng giống như cha, ông qua đời năm 1556 ở tuổi 48, để lại một đế quốc Mogul rộng gần 1 triệu km².